# Thelymitra crinita
Thelymitra crinita är en orkidéart som beskrevs av John Lindley. Thelymitra crinita ingår i släktet Thelymitra och familjen orkidéer. Inga underarter finns listade i Catalogue of Life.

## Bildgalleri

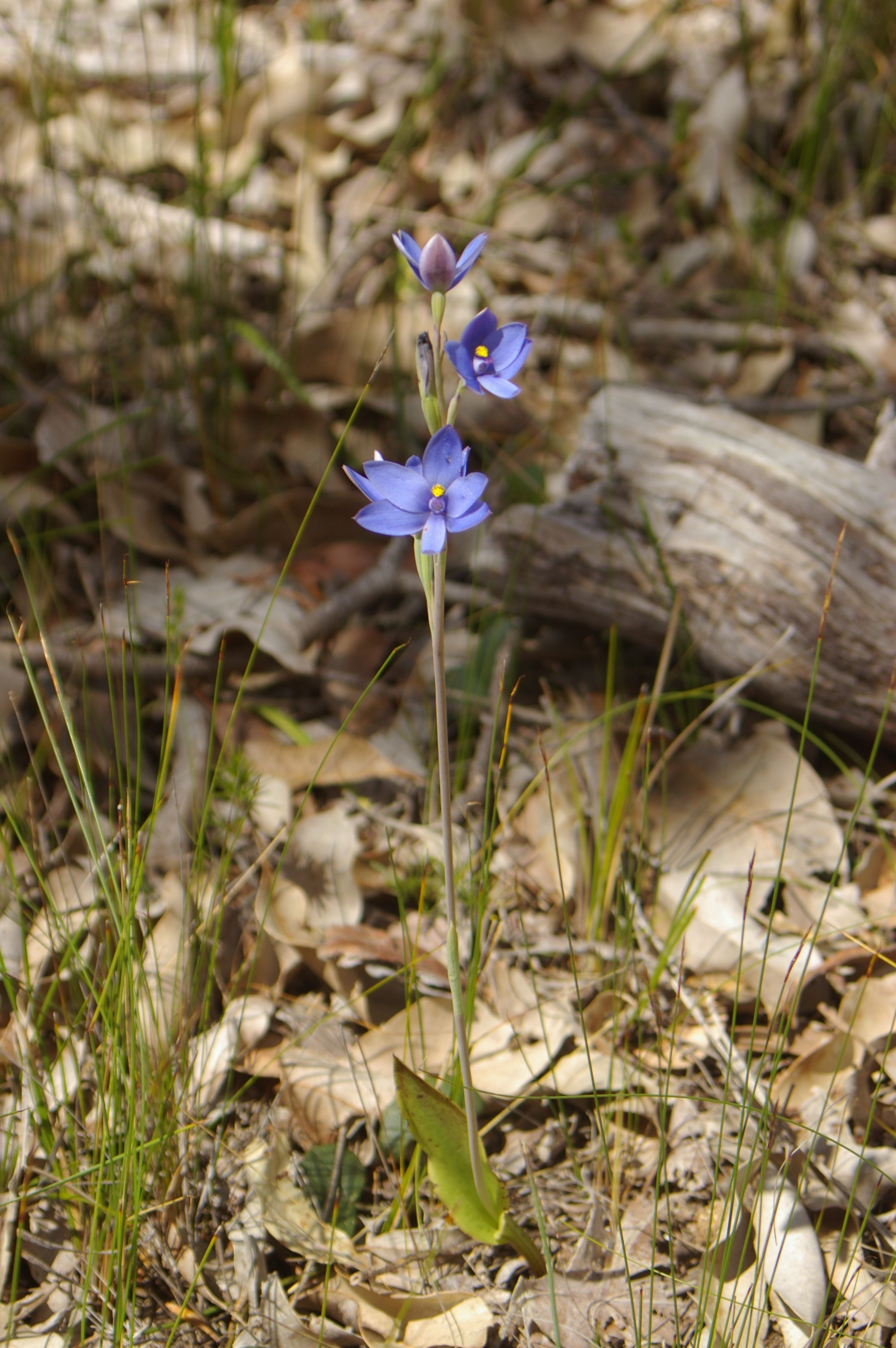
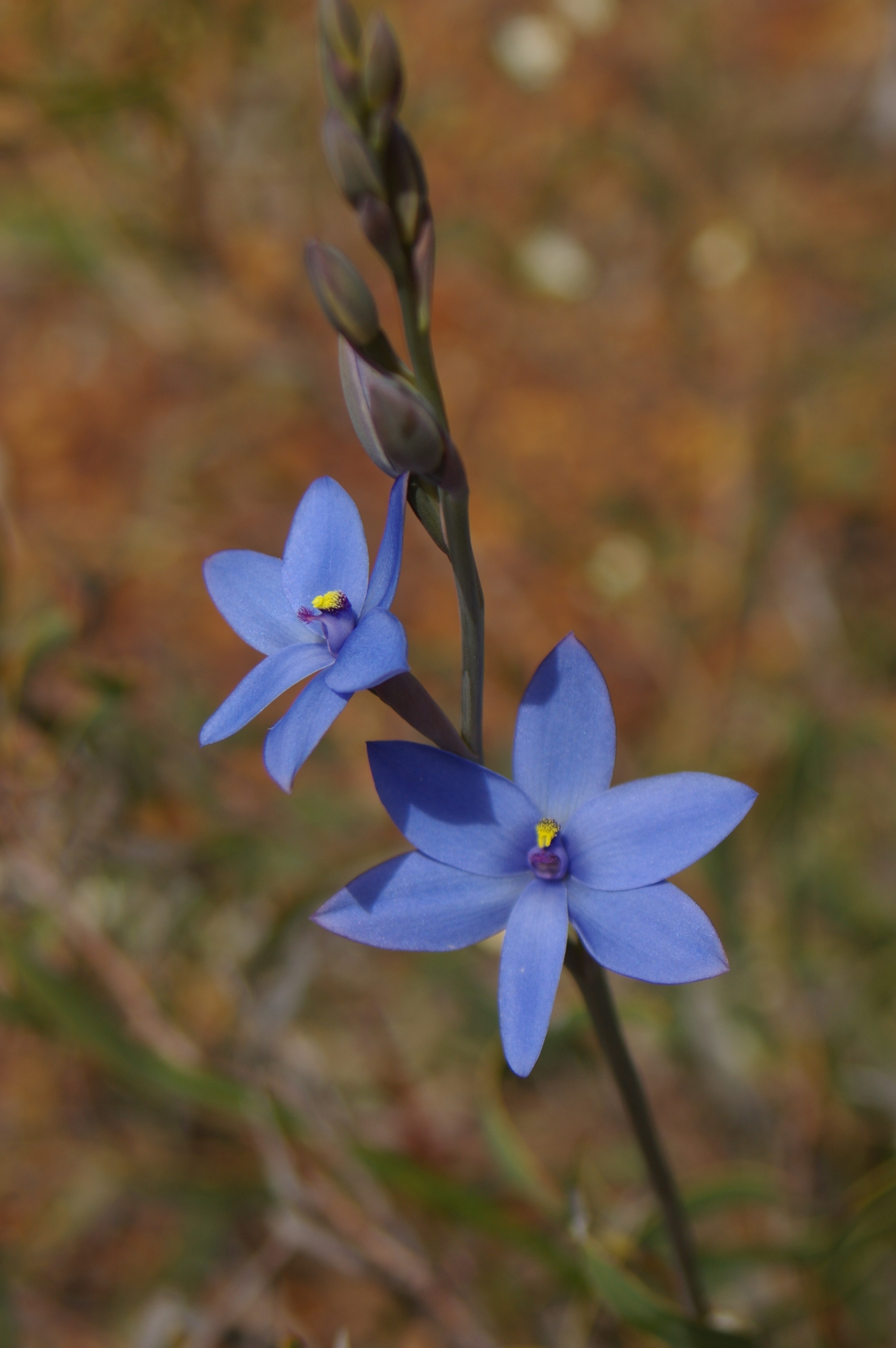
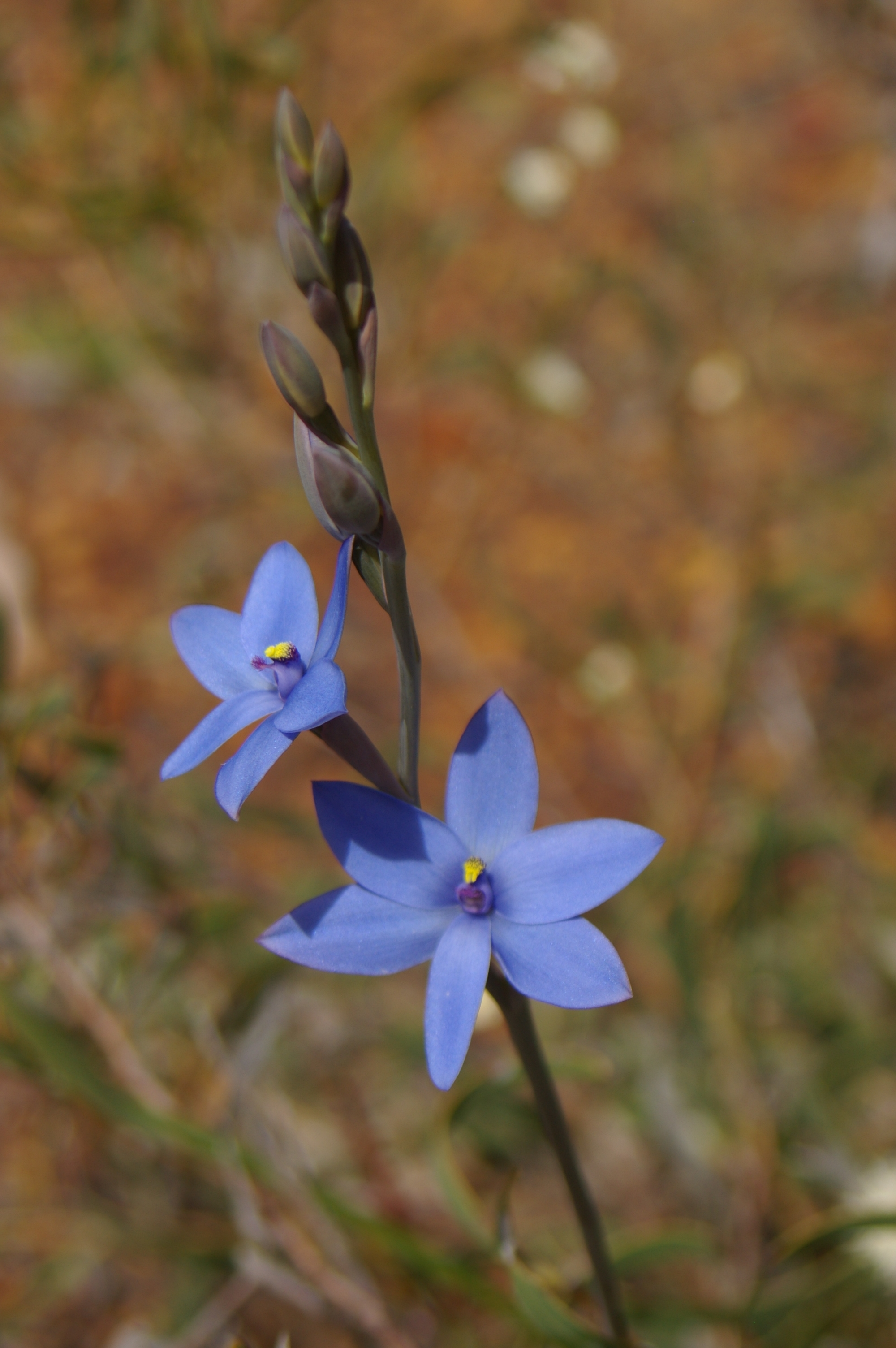
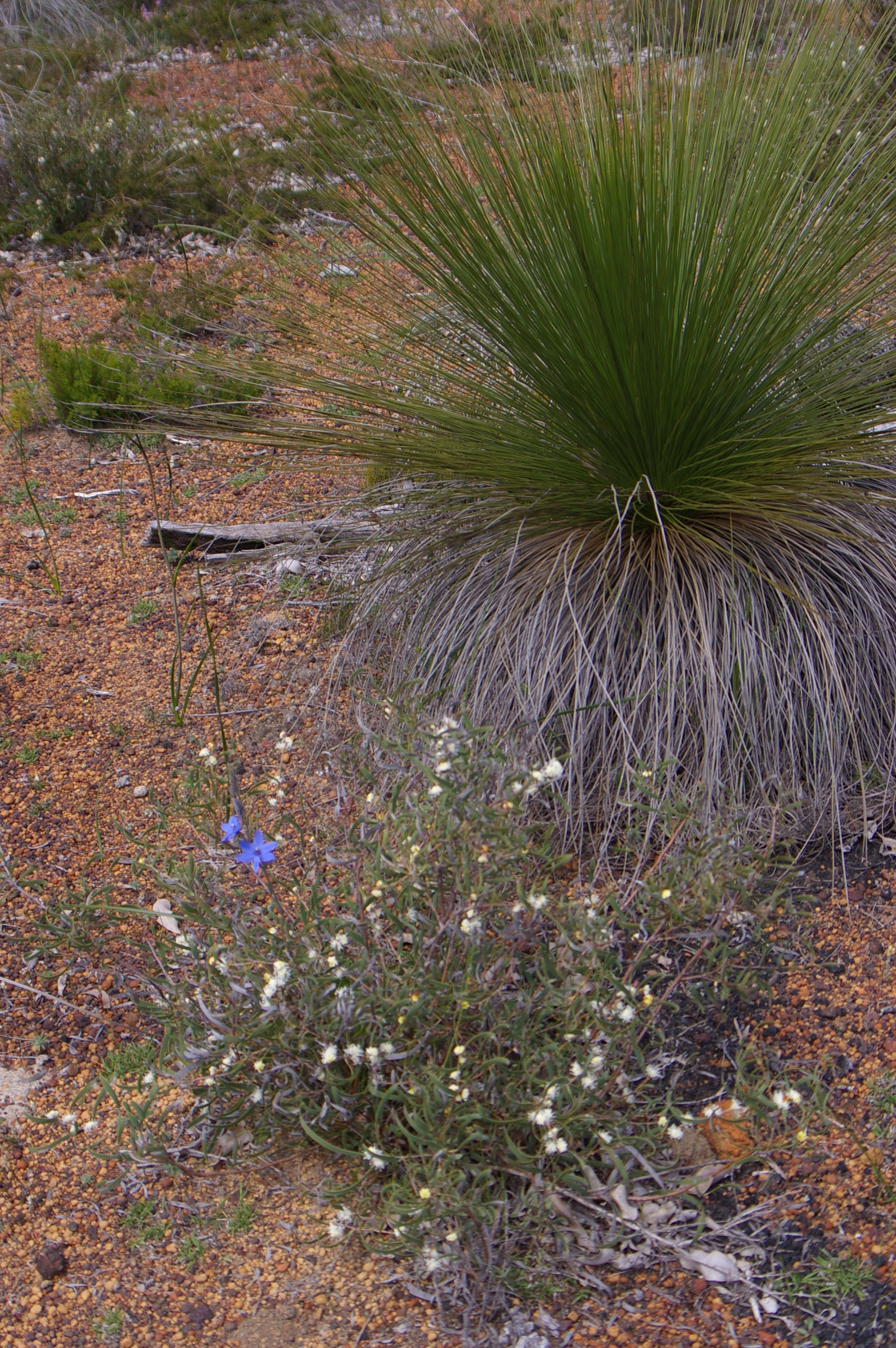
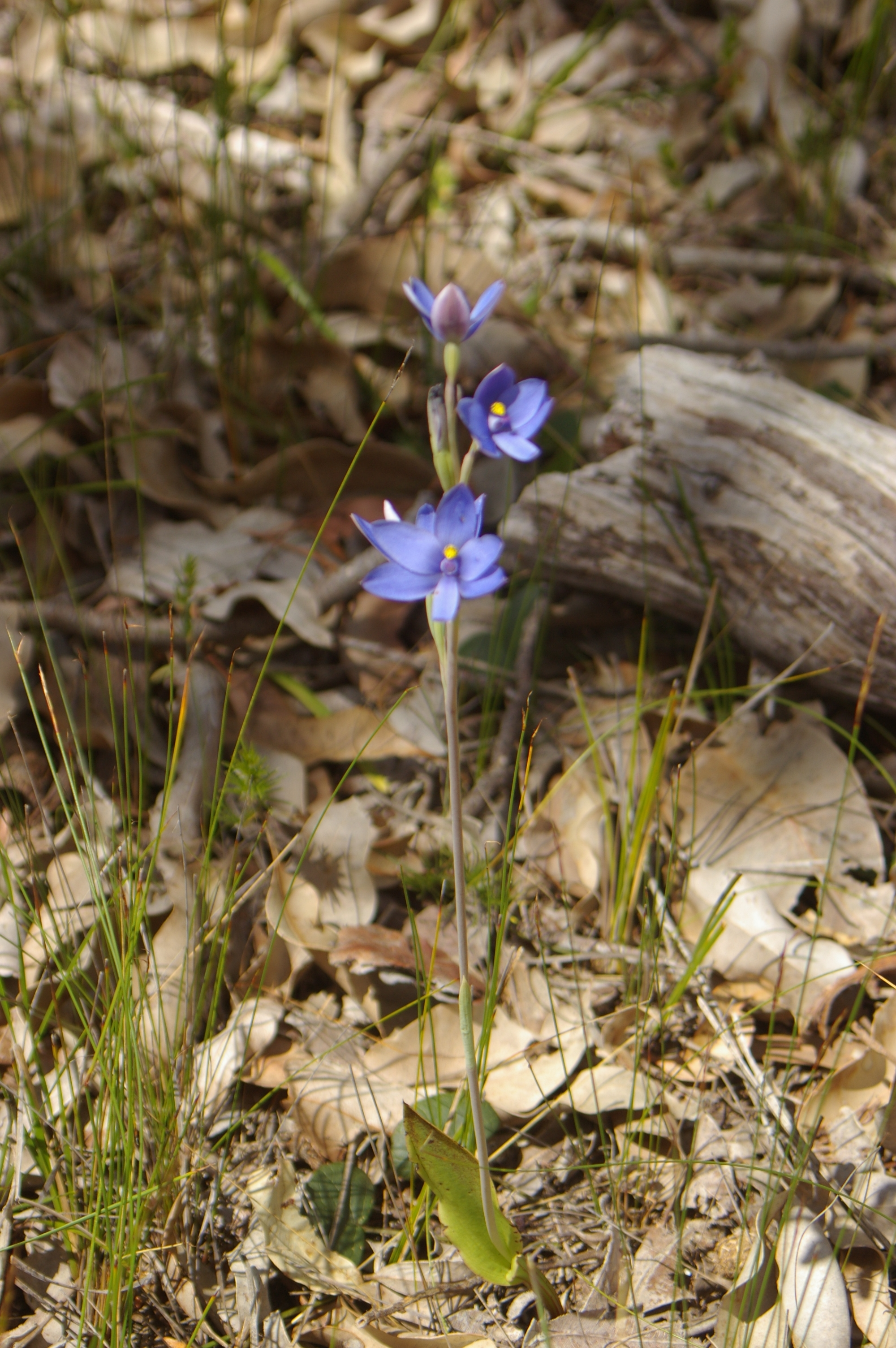